# ヘシオドス (小惑星)
ヘシオドス (8550 Hesiodos) は、小惑星帯の外縁部付近に位置する小惑星である。エリック・エルストがヨーロッパ南天天文台で発見した。ヒルダ群と同じく木星の3分の2の公転周期を持つが、離心率が大きいため遠日点が木星の軌道にかかっている。
古代ギリシアの詩人ヘーシオドスに因んで名付けられた。